# Ardnacrusha
Ardnacrusha (in irlandese: Ard na Croise  che significa "altura della croce") è un villaggio nella contea di Clare, in Irlanda.